# Александър Гейнрих
Александър Гейнрих е узбекистански футболист от германски произход, играч на Актобе и узбекистанския национален отбор.

## Кариера
Започва кариерата си в Дустлик. През 2002 г. преминава в Пахтакор, като същата година става футболист на годината в Узбекистан и печели повиквателна за националния отбор. На следващата година преминава в ЦСКА (Москва). Дебютира през март 2003 г. в мача за суперкупата на страната срещу Локомотив. След това записва и мач в купата на лигата на Русия. В първенството първият му мач е на 11 юли 2003 г. срещу Зенит и отбелязва гол след като влиза принудително на мястото на Спартак Гогниев. В следващия кръг от шампионата Гейнрих също влиза като резерва. През октомври 2003 г. играе за купата на Русия срещу Елец. Това е и последният му мач за „армейците“. През целия следващ сезон Гейнрих играе за дублиращия отбор на ЦСКА. В началото на 2005 г. се завръща в Пахтакор и след половин сезон там подписва с Торпедо (Москва). За тях изиграва 21 мача и не вкарва нито един гол. След като Торпедо изпада, Гейнрих отново играе за Пахтакор. През 2011 г. преминава в Сувон Самсунг Блууингс и вкарва в дебюта си срещу ФК Сеул. След това играе за катарския Емирейтс. От лятото на 2012 г. е футболист на Актобе.